# Inpakken en Wegwezen!
Inpakken en Wegwezen! is het eerste album uit de stripreeks Orphanimo!!. Het album verscheen op 11 december 2002.

## Verhaal
Het verhaal begint met een flashback, waarin Alice Rosebud terugblikt op een rampzalige dag 30 jaar geleden, toen haar geliefde Jimjim vermist raakte bij een missie op zee.
In het heden zitten Alice en haar vijf weeskinderen, Vic, Sharp, Jayjay, Trish en Gri-Gri op het strand. Vic, Sharp en Jayjay willen de douchende vrouwen van het volleybal filmen met een zeppelin, maar ze filmen per ongeluk in de mannendouches. Ze kunnen net ontkomen door in de vrouwendouches binnen te glippen. De mannen volgen hen en worden afgeranseld door de vrouwen.
Als ze terug naar de stad rijden, merken ze op dat ze voorbij normale huisjes komen vooraleer ze in de betonnen hoogbouw terechtkomen, waar hun huis staat. Als Sharp en Vic eieren willen lenen bij hun - enige resterende - buren (de Van Vliets), zijn ze er getuige van hoe die hun huis verkopen. Het weeshuis is dus het enige huis dat nog overblijft in de wijk. Willems, de opkoper, probeert het weeshuis op te kopen, maar wordt buitengegooid. Hierop wordt hij ontslagen.
Als Alice een brief met Jayjay meegeeft, blijkt dat die ze al een tijdje in de kelder gooit om bij Alice te kunnen blijven. Als Hanz Praline moet uitlaten, blijkt dat Vallalkozo een tuin heeft bovenop zijn flat. 's Nachts werkt Vallalkozo aan het ontwerp voor zijn V-building. Als Bruno een belangrijke brief aantreft, moet hij van Alice de kinderen samenroepen. Ze blijven echter weg omdat ze in de toren aan een ceremonie bezig zijn om Jayjay bij de groep te laten. Ze zetten elk hun handafdruk in gele verf op het plafond en beloven zo altijd bij Alice te blijven in het weeshuis. Ondertussen heeft Vallalkozo de langste limousine uit de wereld gekocht. Met bubbelbad, zodat hij op tijd kan zijn voor de vergadering met zijn aandeelhouders.
Tijdens het oudercontact maken de wezen het zo bont dat de ouders weglopen. Om het 'Spider-Mankostuum' dat Sharp van een stofzuiger maakte voor Vic te testen, klimt hij op een verlichtingspaal om de jacuzzi van Vallalkozo te bekijken. Vic, Sharp en Jayjay zetten de limousine met tientallen krikken zo hoog dat de limousine bijna verticaal staat. Om de wezen aan het schrikken te maken, laat Hanz een stalen peer tot net niet tegen het raam komen. 's Nachts klimt bruno met het 'spidermankostuum' op de flat van Vallalkozo om Alice terug te zien. Op hetzelfde moment zit Hanz in het bubbelbad in de limo van Vallalkozo. Sharp hackt de glazenwasserslift en Trish en Vic stelen de kraan met de peer. Ze brengen de peer omhoog met de glazenwasserslift, en die passeert Bruno.
Omdat het 'spidermankostuum' van Bruno nog aanstaat wordt hij naar buiten gesleurd door de peer. Hierdoor helt de peer over en vliegt ze naar beneden. Bruno kan nog net op tijd de stofzuiger uitzetten. De peer vernietigt de buizen van een water-, zand- en cementtank en de limo wordt vol sneldrogende beton gestort. Bruno komt terecht in de watertank en is ongedeerd. Om duidelijk 'NEE' te zeggen tegen de plannen van Vallalkozo te zeggen, besmeuren ze heel zijn flat met graffiti.
Wanneer de wezen de volgende ochtend ontwaken en Bruno om de post gaat, blijkt dat al de grond van de wijk en ook onder hun huis is weggegraven, en dat hun 'kluit' enkel nog maar vasthangt aan 7 rioolbuizen.